# Karlsdorf (Gemeinde Pernersdorf)
Karlsdorf ist eine Ortschaft in der niederösterreichischen Marktgemeinde Pernersdorf mit 136 Einwohnern (Stand 1. Jänner 2024).

## Geografie
Karlsdorf befindet sich nordöstlich der Ortschaft Pernersdorf im Tal der Pulkau und liegt auf einer Seehöhe von 231 m ü. A.

## Geschichte
Die Ortschaft wurde 1792 als planmäßige Siedlung für Arbeiter durch Fürst Karl Auersperg (Inhaber der Herrschaft Kaya-Niederfladnitz) errichtet und nach ihrem Gründer Karlsdorf genannt. Im Jahr 1833 hatte die Ortschaft 101 Häuser mit 600 Einwohnern. Laut Adressbuch von Österreich waren im Jahr 1938 in Karlsdorf ein Binder, drei Bürstenbinder, ein Drechsler, ein Fellhändler, ein Friseur, ein Gastwirt, zwei Gemischtwarenhändler, zwei Schuster, ein Trafikant und ein Tischler ansässig. Zudem gab es eine Mühle und eine Weinkellerei.

## Persönlichkeiten
- Anton Grabenhofer (1895–1967), Landwirt, Politiker und Abgeordneter zum Landtag von Niederösterreich